# Сріблянка (притока Інгульця)
Сріблянка — річка в Україні, у Знам'янському районі Кіровоградської області. Ліва притока Інгульця (басейн Дніпра).

## Опис
Довжина річки приблизно 10 км. Висота витоку річки над рівнем моря — 145 м; висота гирла над рівнем моря — 121 м; падіння річки — 24 м; похил річки — 2,4 м/км.

## Розташування
Сріблянка бере початок в селі Плоске і тече на південний схід. У селі Дмитрівка впадає у річку Інгулець, праву притоку Дніпра.